# Hendrik Leys

Porträt von Hendrik Leys durch Joseph Dupont

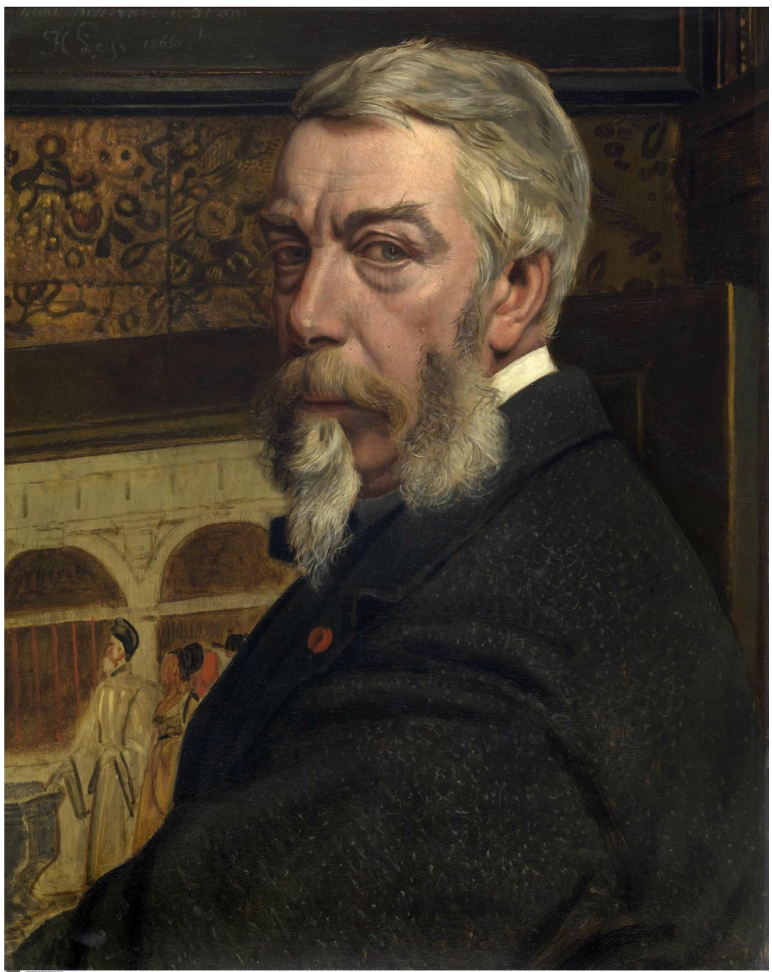
Selbstporträt

Hendrik Baron Leys (Jean Auguste Henri Leys) (* 18. Februar 1815 in Antwerpen; † 25. August 1869 ebenda) war ein belgischer Maler und Radierer.

## Leben
Leys arbeitete von 1829 bis 1832 in dem Atelier seines Schwagers Ferdinand de Braekeleer und brachte 1833 in Brüssel ein Bild, Kampf zwischen einem französischen Grenadier und einem Kosaken, zur Ausstellung. Mehr Aufmerksamkeit zog er auf sich durch das Bild Kampf der Burgunder und Vlamingen und durch das Gemälde Die Weißkappen.
1835 begab er sich nach Paris und schloss sich hier den französischen Romantikern an. Teils in dieser modernen Manier, teils in der Art von van Dyck und Rembrandt sind gehalten:
- Massaker der Schöffen von Löwen 1339
- Geusenfamilie, sich gegen Spanier verteidigend
- Vlämische Hochzeit
- Zigeuner
- Räuber
- Maleratelier
- Bretagnisches Familienfest
- Bürgermeister Six bei Rembrandt
- Der König der Armbrustschützen
- Das Fest der Schützen zu Ehren, nach Rubens.

1839 machte er eine Reise nach Holland, wo er die holländischen Genremaler näher kennenlernte, in deren Manier er Bilder wie:
- Frans Floris, sich zu einem Fest begebend
- Das Familienfest (1845, Museum zu Leipzig)
- Holländischer Gottesdienst (1844–1850)
- Holländische Gesellschaft des 17. Jahrh. (1847)

beide in der Berliner Nationalgalerie etc. malte.
Nach einer Reise nach Deutschland (1852) wandelte er allmählich seinen Stil und malte in der glänzenden, bunten Manier der Schule von Quentin Massys, wobei er anfangs auch die Naivität und Unbeholfenheit der alten Meister nachahmte. Zu dieser Richtung gehören die Bilder:
- Fest bei Otto Venius
- Die Messe zu Ehren des Bürgermeisters Bertall de Haze
- Spaziergang vor dem Thor (nach Goethes „Faust“)
- Albrecht Dürers Besuch in Antwerpen 1520
- Die katholischen Frauen
- Neujahr in Flandern
- Die Familie Plantin
- Margarete, aus der Kirche gehend
- Marie von Burgund Almosen austeilend
- Luther als Kind singend zu Eisenach

Endlich sechs Kompositionen zu einem Hochzeitszug, welche Leys in seinem eigenen Speisesaal zu Antwerpen in Fresko ausführte. 1855 erhielt er die große goldene Medaille der Pariser Weltausstellung, bereiste 185. zum zweiten Mal Deutschland und wurde 1862 in den erblichen Freiherrenstand erhoben. Nachdem Leys 1863 wiederum Deutschland besucht hatte, nahm er die Ausschmückung des großen Saals des Rathauses zu Antwerpen mit Fresken in Angriff. In vier Gemälden stellte er das Bürgerrecht und die Selbstverteidigung, die Selbständigkeit und die Selbstverwaltung durch vier Episoden aus der Antwerpener Geschichte von 1514 bis 1567 dar. Noch vor Vollendung dieser Arbeit starb er 25. Aug. 1869 in Antwerpen, wo er auf dem Friedhof Schoonselhof beerdigt wurde.
Leys hat auch verschiedene treffliche Radierungen in Nachahmung Rembrandts ausgeführt, ferner eine Lithographie und einen Holzschnitt.
Am 1. Dezember 1845 wurde er zum Mitglied der Académie royale des Sciences, des Lettres et des Beaux-Arts de Belgique (Classe des Beaux-Arts) ernannt.

## Galerie

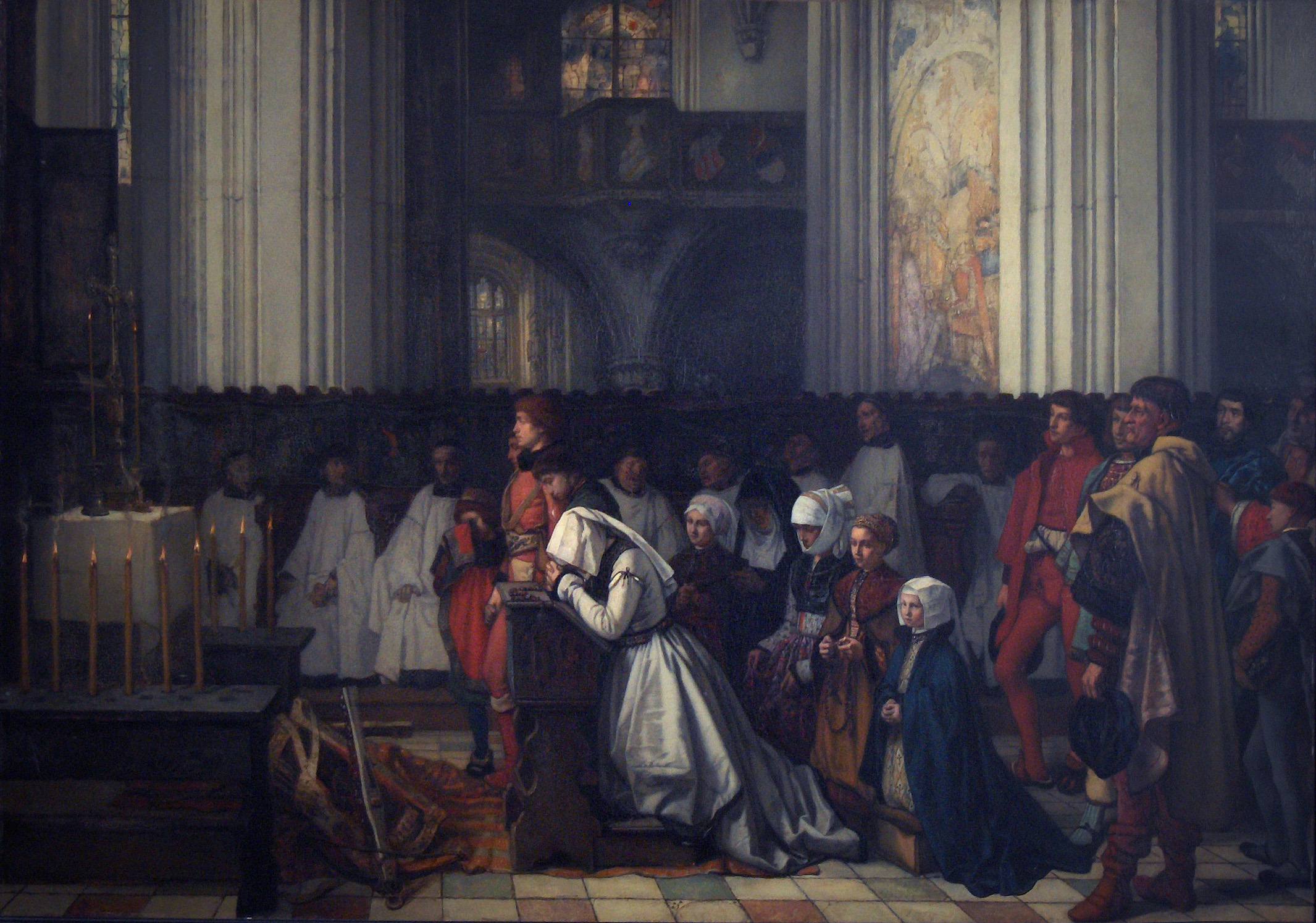
Die Messe zu Ehren des Bürgermeisters Bertall de Haze (1854), Königliche Museen der Schönen Künste, Brüssel
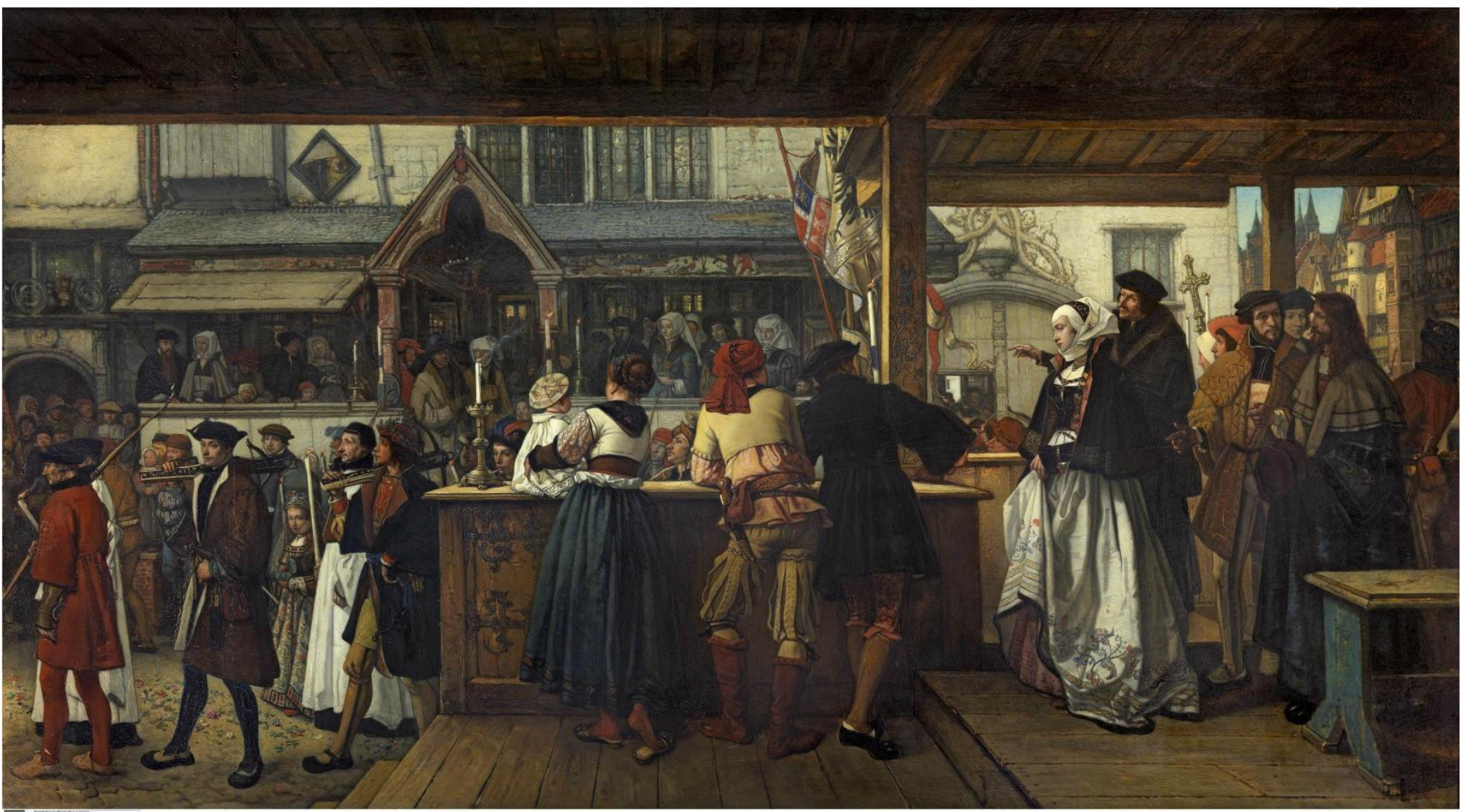
Albrecht Dürer besucht Antwerpen im Jahr 1520 (1855), Königliches Museum der Schönen Künste (Antwerpen)